# Bataille de Beth Horon
Révolte des Maccabées
Batailles
- Apollonios
- Beth Horon
- Emmaüs
- Beth Zur
- Beth Zacharia
- Adassa
- Dathema
- Élassa

La bataille de Beth Horon est le deuxième grand affrontement militaire de la révolte des Maccabées. Elle se déroule entre les forces juives de Judas Maccabée et des forces séleucides commandées par Séron. Elle a lieu entre l'été 166 et avril 165 av. J.-C..
La bataille est décrite dans le premier livre des Maccabées (I Maccabées). Le deuxième livre des Maccabées ne la mentionne que brièvement, préférant se concentrer sur la bataille d'Emmaüs, première grande victoire de Judas Maccabée. Le récit des Antiquités juives de Flavius Josèphe est quant à lui une paraphrase de la description du premier livre des Maccabées. 
En fait de bataille, il s'agit d'une embuscade contre des troupes séleucides. Flavius Josèphe la présente comme  l'attaque d'un camp, probablement à cause d'une mauvaise compréhension du texte grec de I Maccabées. Les troupes séleucides sont commandées par un certain Séron. Celui-ci est qualifié de « commandant de l'armée d'Aram », c'est-à-dire de la Syrie. Ce titre lui vient d'un parallèle avec Naaman, un général araméen cité dans le deuxième Livre des Rois (5:1).  Contrairement  à ce que ce titre laisse penser et à l'interprétation de Flavius Josèphe, il ne s'agit ni d'un général en chef, ni d'un officier envoyé en Judée pour une mission précise. Son nom suggère une origine thrace. Il est probablement le commandant de la garnison d'une ville de la plaine, Gezer ou Yavné. L'objectif de Judas est d’empêcher l'ennemi de reprendre le contrôle des principales routes de communications et de venir renforcer la garnison de Jérusalem. 
L'attaque surprise se déroule dans la passe de Beït-Horon. Celle-ci relie la plaine côtière aux monts de Judée et au plateau au nord de Jérusalem. La passe est étroite et a un dénivelé de 225 m sur 2,8 km. En dépit de ses dangers, c'est la principale route d'accès au nord de Jérusalem pendant la période du Second Temple.  
Les effectifs des deux camps ne sont pas connus. Le nombre de morts dans le camp séleucide, qui s'élèverait à 800, est douteux. Pour des raisons tactiques, Judas choisit certainement de ne faire intervenir qu'un nombre réduit de combattants juifs. Cette faiblesse numérique est pourtant interprétée par I Maccabées comme un désavantage pour les Juifs. Les troupes séleucides sont battues. Flavius Josèphe fait état de la mort de Séron, mais il s'agit à nouveau d'une interprétation erronée de l'historien du texte de I Maccabées duquel il dépend.